# スホルタイ

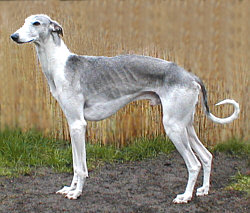

スホルタイ（英：Chortai）は、ロシア原産のサイトハウンド犬種のひとつである。別名はイースタン・グレイハウンド（英：Eastern Greyhound）、ロシアではホルターヤ（英：Chortaja）若しくはホルト（英：Chort）とも呼ばれる。

## 歴史
いつごろ作出されたかは不詳だが、クリムスカヤとゴルスカヤという犬種を掛け合わせて作出された。
主に伝統的なタカ猟に使われている。馬に乗った主人が手にタカを止まらせ、2頭のスホルタイを伴って狩りを行った。
1829年にイギリスのロンドン動物園に贈られ「ロシアン・グレイハウンド」として展示紹介され、はじめてロシア以外でも存在を知られるようになったが、世界的な注目を集めるまでには至らなかった。
世界的には非常にマイナーな犬種ではあるが、ロシアでは伝統的なタカ猟を行うに当たって必要不可欠な犬種であり、文化を保存し後世に伝えていくために手厚い保護が行われている。しかし、近年はタカ猟の衰退によりスホルタイの用途も減少し、希少化が進んでいる。
ロシア以外では飼育されておらず、今日もタカ猟に用いられている。一部の犬は通常のサイトハント（視覚猟）にも用いられているが、ペットとして飼育される場合も稀にある。

## 特徴
サイトハウンド特有のマズル、首、脚、胴、尾が長くスリムで引き締まった体つきを持つ。背はウィペットのように流線型を描いている。耳はローズ耳、尾はサーベル形の垂れ尾で、耳と尾に飾り毛はない。コートはスムースコートで、毛色はホワイトをベースとして有色の斑が入ったものなど。体高75cm前後の大型犬サイズで、性格は知的で温厚、主人家族によく懐く。状況判断力が高く、頭の回転が速い。身体能力が非常に優れ、走力や視力が高い。膨大なスタミナを持ち、運動量は非常に多い。